# Henri Andoyer
Marie Henri Andoyer (* 1. Oktober 1862 in Paris; † 12. Juni 1929) war ein französischer Astronom und Mathematiker.

## Leben
Andoyer besuchte das Lycée St. Louis in Paris und studierte 1881 bis 1884 an der École normale supérieure, mit einem Abschluss (Aggregation) in Mathematik. Danach war er Assistent am Observatoire de Toulouse und Dozent an der Faculté de Sciences in Toulouse. 1886 wurde er in Paris promoviert (Contribution à la théorie des orbites intermédiaires) und war danach Maître de conférences in Toulouse. Ab 1889 war er am Observatorium von Toulouse verantwortlich für die Beteiligung an der neuen Himmelskarte (Carte du Ciel). 1892 wurde er Maitre de Conference für Himmelsmechanik und Astronomie an der Pariser Fakultät der Wissenschaften, wo er ab 1903 den Professorentitel hatte. 1912 wurde er der Nachfolger von Henri Poincaré als Professor für Astronomie und Himmelsmechanik. 1905 nahm er an der Expedition zur Beobachtung der totalen Sonnenfinsternis am 30. August in El-Arrouch in Algerien teil. Er war Mitglied des Bureau des longitudes. Das Angebot, Direktor des Pariser Observatoriums zu werden, lehnte er ab.
Er war wesentlich an der Überprüfung der umfangreichen Berechnungen von Charles-Eugène Delaunay zur Mondtheorie beteiligt und zeigte, dass diese ab der 7. Ordnung Störungstheorie alle ungenau waren. Seine Untersuchung der Fehler in den Berechnungen Delaunays setzte er bis zu seinem Tod fort. Weiter beschäftigte er sich mit intermediären Bahnen im Anschluss an Hugo Gyldén. Im Nachruf in Nature wird die seltene Verbindung von mathematischer Astronomie und praktischer Beobachtungserfahrung hervorgehoben, sein Ruf als Lehrer sowie eine Vorliebe für umfangreiche Rechnungen, die sich auch in der Veröffentlichung und Erstellung von mathematischen Tabellenwerken niederschlug.
Ab 1911 war er als Nachfolger von Rodolphe Radau Herausgeber des astronomischen Jahrbuchs Connaissance des temps.
Seit 1913 war er Mitglied der Royal Astronomical Society. 1919 wurde er Mitglied der Académie des Sciences. Bei seinem Tod war er Vizepräsident der Internationalen Astronomischen Union und vorher war er Präsident von deren Kommission für Ephemeriden und Himmelsmechanik. Er war Offizier der Ehrenlegion.
Andoyer schrieb mehrere Schullehrbücher über Geometrie und Algebra (Leçons élémentaires sur la théorie des formes et ses applications géoḿétriques, Gauthier-Villars 1898), trigonometrische und Logarithmen-Tafeln, ein Buch über Mondtheorie (Theorie de la Lune, 1902, 1926), über das wissenschaftliche Werk von Pierre Simon de Laplace (1922), ein Lehrbuch der Astronomie (Cours d´Astronomie, 3 Bände, 1906, 1909, 1928) und ein Lehrbuch der Himmelsmechanik (Cours de la mecanique celeste, 2 Bände, 1923, 1926).
Andoyer hatte zwei Söhne (von denen einer im Ersten Weltkrieg fiel) und eine Tochter, die mit dem Mathematiker Pierre Humbert verheiratet war.